# Hypenagonia nigrifascia
Hypenagonia nigrifascia là một loài bướm đêm trong họ Erebidae.